# 中華民國—塔吉克關係
中華民國與塔吉克共和國無官方外交關係，目前也沒有在對方首都互設具大使館功能的代表機構。對塔吉克的相關事務由駐安卡拉臺北經濟文化代表團、臺北莫斯科經濟文化協調委員會駐莫斯科代表處共同管轄。

## 政治

### 外交

中華民國法理行政區劃及領土糾紛。

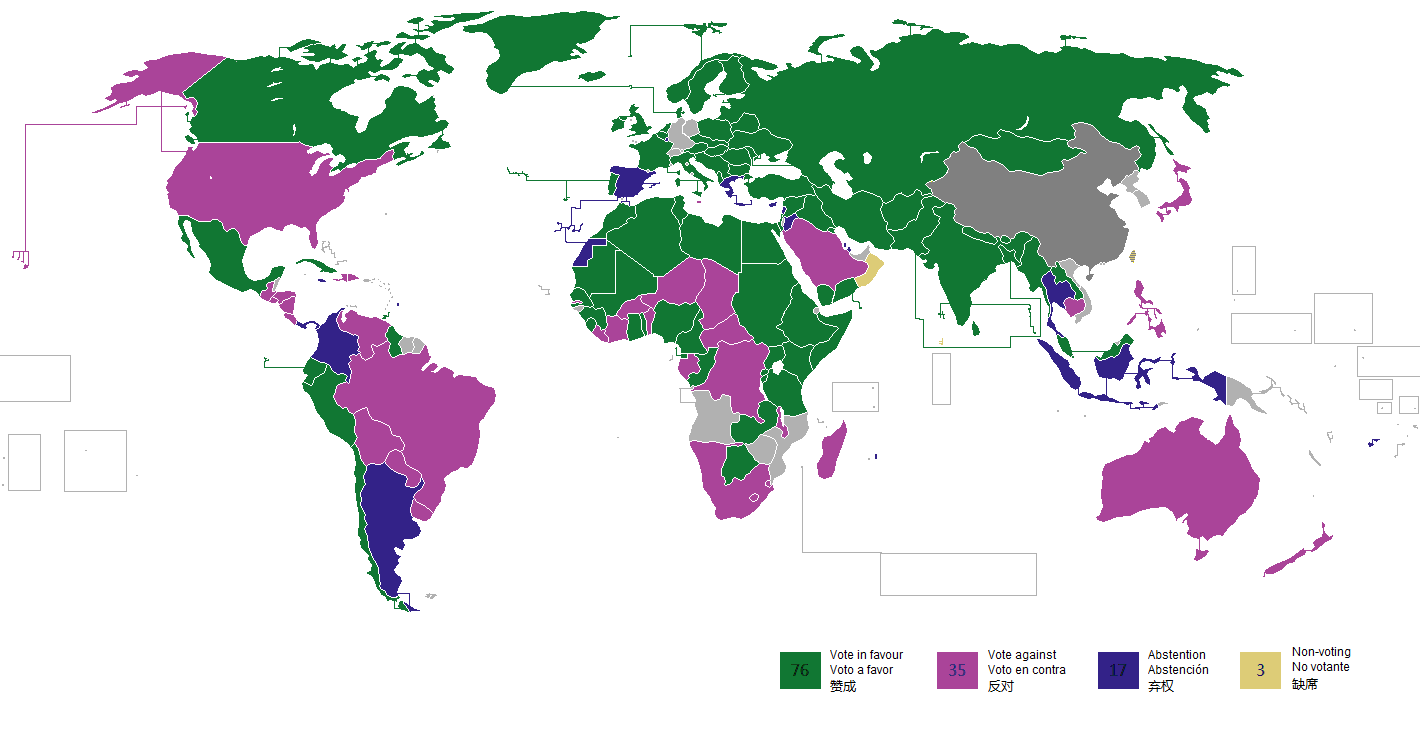
綠色國家表示在1971年的投票中反對中華民國續留聯合國，即《聯合國大會2758號決議》，塔吉克當時是蘇聯的加盟共和國（塔吉克蘇維埃社會主義共和國），由蘇聯作為主權國家參與投票。

兩國存在著法理上的領土爭議。實際被塔吉克控制的帕米爾高原，由中華民國聲索主權，戈爾諾—巴達赫尚自治州大部分都涵蓋其中。2010年4月27日，塔吉克政府將帕米尔高原以东1,158平方公里土地劃歸中華人民共和國。

## 經濟

### 貿易
| 年分 | 貿易總額   | 貿易總額 | 貿易總額 | 出口至塔吉克 | 出口至塔吉克 | 出口至塔吉克 | 自塔吉克進口 | 自塔吉克進口 | 自塔吉克進口 | 順逆差 |
| 年分 | 金額       | 年增減   | 排名     | 金額         | 年增減       | 排名         | 金額         | 年增減       | 排名         | 順逆差 |
| ---- | ---------- | -------- | -------- | ------------ | ------------ | ------------ | ------------ | ------------ | ------------ | ------ |
| 2017 | 16,232,728 | ▼16.1%   | 133      | 392,385      | ▼36.1%       | 194          | 15,840,343   | ▼15.5%       | 106          | 逆差▼  |
| 2018 | 26,897,937 | ▲65.7%   | 124      | 422,459      | ▲7.7%        | 196          | 26,475,478   | ▲67.1%       | 93           | 逆差▲  |
| 2019 | 32,235,239 | ▲19.8%   | 115      | 279,914      | ▼33.7%       | 195          | 31,955,325   | ▲20.7%       | 90           | 逆差▲  |
| 2020 | 42,739,778 | ▲32.6%   | 105      | 213,102      | ▼23.9%       | 198          | 42,526,676   | ▲33.1%       | 86           | 逆差▲  |
| 2021 | 14,357,967 | ▼66.4%   | 139      | 298,660      | ▲40.1%       | 196          | 14,059,307   | ▼66.9%       | 107          | 逆差▼  |
| 2022 | 676,235    | ▼95.3%   | 197      | 283,278      | ▼5.2%        | 198          | 392,957      | ▼97.2%       | 167          | 逆差▼  |
| 2023 | 4,649,960  | ▲587.6%  | 166      | 106,167      | ▼62.5%       | 207          | 4,543,793    | ▲1,056.3%    | 126          | 逆差▲  |
| 2024 | 29,027,437 | ▲524.3%  | 119      | 302,314      | ▲184.8%      | 195          | 28,725,123   | ▲532.2%      | 95           | 逆差▲  |

2023年的兩國貿易項目如下：
出口至塔吉克的項目為：计算器、收銀機、会计机、郵資機、售票機與類似機器；碟片、磁带、固態非揮發性儲存裝置、智慧卡與其他錄音或錄製之媒體；纱线、織物或紡織纖維成品之處理機器；固定、可變或可預先調整之电容器；電話機（包括智能手机），以及其他傳輸或接收聲音、圖像之有線或无线网络通訊器具；特殊物品，含出口未超過5萬新臺幣之小額報單與其他零星物品等。
自塔吉克進口的項目為：貴金屬礦石及其精砂；集成电路；特殊物品，含進口未超過5萬新臺幣之小額報單與其他零星物品；男用或男童用服飾；不論是否動力操作之手工具或機床之可互換工具等。

### 投資
截至2023年，兩國無相互直接投資紀錄。

## 簽證

持中華民國護照的中華民國國民簽證要求分布圖：入境塔吉克可以落地簽證／電子簽證。

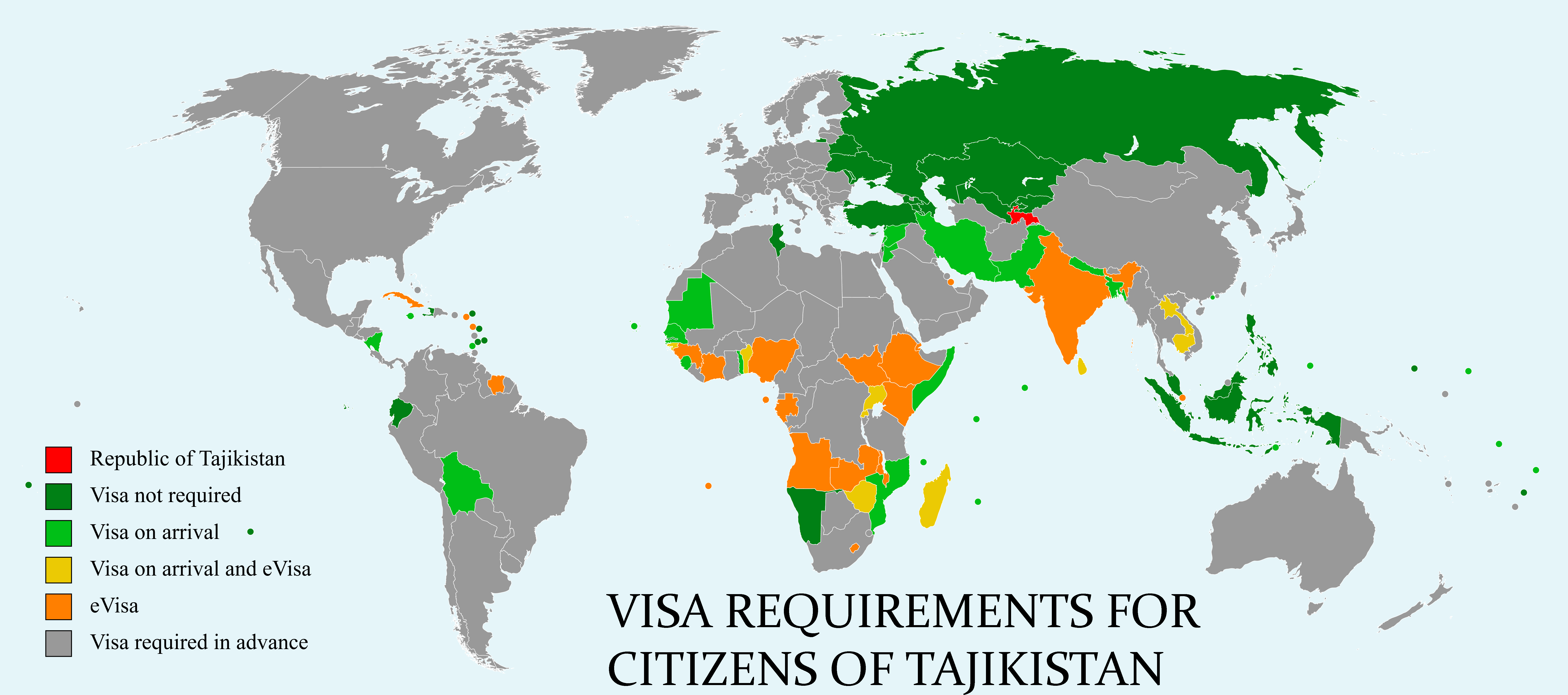
持塔吉克護照的塔吉克人口簽證要求分布圖：入境中華民國需要簽證。

兩國國民皆須申請簽證方可入境對方國家。持有中華民國護照的中華民國國民可申請預審制落地簽證入境塔吉克，停留最多45天。亦可事先上網申請電子簽證，停留最多60天。
持有塔吉克護照的塔吉克國民抵台參加由中央政府機關主辦、協辦或贊助之國際會議、運動賽事、商展或其他活動，則可以電子簽證入境中華民國，停留最多30天並不得延期。

## 交通

### 航空

#### 客運
兩國無直航班機，可經由（不計航點遠近，截至2023年6月26日）：
- 臺北→烏魯木齊[註 1]、德里、杜拜、伊斯坦堡、慕尼黑、法蘭克福，再轉機前往塔吉克的國際機場（英语：List of airports in Tajikistan）。

## 外部連結
- 中華民國外交部－塔吉克共和國簡介 （页面存档备份，存于）
- 駐安卡拉臺北經濟文化代表團
- 台北莫斯科經濟文化協調委員會駐莫斯科代表處
- 外交部領事事務局－國外旅遊警示分級表
- 中華民國衛生福利部－國際旅遊疫情建議等級
- 中華民國國際經濟合作協會 （页面存档备份，存于）